# Renán Calle
Renán Calle (8 de setembro de 1976) é um ex-futebolista futebolista equatoriano.

## Carreira

### Clubes
Jogando por clubes, Calle jogou pelo Aucas, El Nacional, LDU e Liga de Loja, obtendo mais sucesso como jogador da LDU. Em 2008 foi peça chave do time que ganhou a Copa Libertadores da América.

### Seleção
Foi parte do elenco da Seleção Equatoriana de Futebol na Copa América de 2007.

## Titulos
El Nacional
- Campeonato Equatoriano de Futebol: 2006

LDU
- Campeonato Equatoriano de Futebol: 2007, 2010
- Ficheiro:CONMEBOL liberators cup trophy.svg Copa Libertadores da América: 2008
- Recopa Sul-Americana: 2009, 2010
- Copa Sul-Americana: 2009